# Йокубас Шернас
Йокубас Шернас (лит. Jokūbas Šernas; 14 червня 1888, Біржай — 31 липня 1926, Каунас) — литовський адвокат, журналіст, вчитель і банкір, один з підписантів Акта про незалежність Литви від 1918 року.

## Біографія
Вивчав право в університеті Петербурга, який закінчив у 1914 році. Після повернення до Литви працював у Вільнюсі: був учителем у місцевій гімназії та редагував газету «Lietuvos žinios». Брав участь в організації Вільнюської конференції у 1917 році, після чого був обраний членом Таріби. 16 лютого 1918 року підписався під Актом про незалежність Литви.
Після здобуття Литвою незалежності працював у міністерстві внутрішніх справ, в утворенні якого брав участь. Заснував і став на чолі газети «Savivaldybės» («Самоврядність»), призначений урядом на посаду голови Торгово-промислового банку в Каунасі.
Похований у Радвилішкісі. Був батьком актора Бернардаса Шернаса, який народився у 1925 році.